# Unchained Melody
Unchained Melody è un brano con musica di Alex North e testo di Hy Zaret. 
È una delle canzoni più registrate del ventesimo secolo, cantata in oltre 500 differenti versioni ed in diverse lingue.
La versione più nota è quella del duo statunitense The Righteous Brothers. Nel 2004 la rivista Rolling Stone ha inserito la canzone alla posizione numero 365 della sua personale classifica delle 500 migliori canzoni di tutti i tempi.

## Descrizione
Nel 1955 North usò la musica da lui composta come tema del film di ambientazione carceraria Senza catene (Unchained) che fu cantata dal baritono Todd Duncan. Ne seguirono diverse cover: Les Baxter, ne fece una versione strumentale che raggiunse il secondo posto nelle classifiche. Al Hibbler ne fece una versione con testo che raggiunse il terzo posto su Billboard. La versione di Jimmy Young arrivò al primo posto delle classifiche inglesi, mentre quella di Roy Hamilton arrivò al sesto posto; ancora June Valli (registrazione del 15 marzo 1955), pubblicò la canzone con la RCA Victor Records (Num. 20-6078 nel catalogo), usando Tomorrow come b-side) arrivando alla 29ª posizione.
La leggenda del Rockabilly Gene Vincent, con i Blue Caps, ne fece un'altra versione per il secondo album nel 1956. Altre cover furono cantate da Harry Belafonte alle cerimonia dei Premi Oscar 1956 (la canzone è contenuta nel fortunato album Belafonte ed era candidata all'Oscar per la migliore canzone), da Vito & the Salutations, Bobby Hatfield (nella versione di Phil Spector del 1965). In Italia è stata cantata da Cocki Mazzetti nel 1965 - Iva Zanicchi nel 1968 in italiano con il titolo Senza catene e da Cristiano Malgioglio con il titolo Non ti lascerò andare via all'interno dell'album Il meglio del meglio nel 1992. Ancora: nel 1977, sei settimane prima della sua morte Elvis Presley cantò Unchained Melody nella sua ultima apparizione televisiva, regalando ai posteri l’esibizione più intensa e commovente del brano. E poi, anche il cantautore e musicista nordirlandese Van Morrison ha interpretato il brano per il suo album Versatile pubblicato nel 2017.
Una delle versioni più note è quella incisa nel 1965 dai Righteous Brothers. Il brano entrò nella Billboard Hot 100 nel 1965 alla posizione numero 5 e ci ritornò 25 anni dopo (nel 1990) arrivando fino alla posizione numero 19, grazie al film Ghost - Fantasma che l'aveva usata come tema portante. Nel Regno Unito invece il singolo di Unchained Melody arrivò alla vetta e vi rimase per sette settimane dal novembre 1990 al gennaio 1991.

## Classifiche

### Classifiche di tutti i tempi
| Classifica  | Posizione |
| ----------- | --------- |
| Regno Unito | 15        |

## Interpretazioni (parziale)
- 1955 - Gino Latilla in italiano con il titolo Senza catene (Cetra, EPE 0567)
- 1956 - Nicola Arigliano con Gherardo e il suo complesso, brano inserito nell'album Tris d'assi (RCA Camden, LCP-21)
- 1956 - Nilla Pizzi in italiano con il titolo Senza catene, testo di Mario Panzeri, (RCA Italiana, A72V 0043) inserita nell'album del 1958 Nilla Pizzi nel mondo (RCA Italiana, LPM-10024) e nell'album del 1959 A traves del mundo con Nilla Pizzi (RCA, 3L12041) uscito in Spagna.
- 1957 - Pat Boone nell'album Pat´s Great Hits (Dot Records – XRPL-6.087 XRL-495), pubblicato in Brasile.
- 1958 - Ricky Nelson, EP pubblicato in Canada, Regno Unito, Svezia e Stati Uniti d'America (Imperial Records – IMP-158); album Ricky Nelson (Imperial Records – LP 9050), pubblicato in Canada, Regno Unito, Brasile e Stati Uniti d'America.
- 1959 - The Fleetwoods nell'album Mr. Blue (Dolton Records – BLP 2001)
- 1960 - Sam Cooke nell'album Hits Of The '50's (RCA Victor – LPM-2236), pubblicato in Canada e Stati Uniti d'America.
- 1965 - Righteous Brothers, singolo (Philles Records, 129), album Just once in my life (Philles Records, PHLP-4008)
- 1965 - Cocki Mazzetti, 45 giri in italiano (Primary – CRA 91945); compilation Tempo d'estate N° 2 (Ri-Fi – RFS LP 14501)
- 1965 - Dionne Warwick, 45 giri pubblicato in Italia (Fontana Records – 271 826 TF); album Sensitive Sound of Dionne Warwick (Scepter Records – SRM-528), pubblicato in Germania, Regno Unito, Paesi Bassi e Stati Uniti d'America.
- 1965 - Sonny & Cher, 45 giri pubblicato in Spagna (Belter – 07-208); album Look at us (Atco Records – SD 33-177), pubblicato nel Regno Unito, Italia e Stati Uniti d'America.
- 1968 - Tihm, 45 giri in italiano Senza catene (Sun Records – SU.A. 3006); album del 1973 Tihm (PDU – Pld.A.5072)
- 1968 - Igor Mann e i Gormanni, 45 giri in italiano (Polydor -	NH 59812); compilation del 1993 Red Ronnie presenta "Quei favolosi anni '60"  (Fabbri Editori – QFAS 23)
- 1969 - Roy Orbison nell'album Roy Orbison's Many Moods (MGM Records – SE-4636), pubblicato in Canada, Stati Uniti d'America e Nuova Zelanda.
- 1969 - The Platters nell'album Our Way (Musicor Records – MS-3185), pubblicato in Canada, Stati Uniti d'America e Regno Unito.
- 1973 - Al Green, 45 giri pubblicato in Portogallo (London Records – P-SHU 8464 G); album Livin' for You (	Hi Records – ASHL 32082), pubblicato in Perù e Stati Uniti d'America.
- 1977 - Elvis Presley nel doppio album Rockin' with Elvis New Years' Eve (Spirit of America Records – HNY 7677)
- 1978 - Willie Nelson, 45 giri pubblicato in Giappone (CBS/Sony – 07SP-793); album Stardust (CBS Italiana - CBS 82710), pubblicato In Canada, Italia, Stati Uniti d'America, Regno Unito e Paesi Bassi.
- 1979 - George Benson, 45 giri pubblicato in Francia, Austria, Regno Unito e Stati Uniti d'America (Warner Bros. Records – 17 355); doppio album Livin' Inside Your Love (Warner Bros. Records – W 66085), pubblicato in Italia, Germania, Grecia, Canada, Regno Unito e Stati Uniti d'America.
- 1982 - The Drifters nell'album The Drifters (Madacy – SPT-9927), pubblicato in Canada.
- 1982 - Joni Mitchell, 45 giri pubblicato in Europa, Australia e Regno Unito (Geffen Records – GEFA 3122); album Wild Things Run Fast (Geffen Records – GEF 25102), pubblicato in Italia, Europa, Canada, Regno Unito e Stati Uniti d'America.
- 1989 - U2 nel singolo All I Want Is You (Island Records – ISX 422)
- 1992 - LeAnn Rimes nell'album From My Heart To Yours (Nor-Va-Jak)
- 1996 - Sarah McLachlan nella compilation Pine Ridge: An Open Letter to Alan Rock - Songs for Leonard Peltier (Leonard Peltier Defense Committee Canada – CD 16259), pubblicato in Canada.
- 2000 - Van Morrison, triplo album Talk is Cheap (Doberman – 257/258/259)
- 2002 - Gareth Gates singolo con Mae McKenna e The Tuff Session Singers, pubblicato in Australia, Europa, Irlanda e Regno Unito (RCA Records – 82876 520132); album What My Heart Wants To Say (19 Recordings – 74321 975172), pubblicato in Europa, Russia, Indonesia, Sud Africa e Regno Unito.
- 2003 - Cyndi Lauper, singolo pubblicato in Austria, Australia e Stati Uniti d'America, (Epic Records – ESK 56055); album Cyndi Lauper (Daylight – 513476 2), pubblicato in Europa, Francia, Australia, Canada e Stati Uniti d'America.
- 2005 - Il Divo, singolo pubblicato in Finlandia, (Sony BMG Music Entertainment); album Ancora (Sony BMG Music Entertainment – 82876738712)
- 2005 - Barry Manilow, singolo pubblicato negli Stati Uniti d'America (Arista – 82876 77950 2); album del 2006 The Greatest Songs of the Fifties (Arista – 82876802992), pubblicato in Europa, Indonesia e Stati Uniti d'America.
- 2007 - Ruggero Scandiuzzi nell'album Fiume (Ruggero Scandiuzzi Self-released – SCAN CD 001)
- 2007 - Joseph Williams nell'album Two of Us (WHD Entertainment, Inc. – IECP-10038), pubblicato in Giappone e Corea del Sud.
- 2014 - Jacob Artist e Blake Jenner, nella compilatione The Glee Music - The Complete Season Four (Columbia Records)
- 2014 - Jake Coco, album Some older ones (Keep Your Soul Records)
- 2017 - Norah Jones, nella compilation Resistance Radio: The Man In The High Castle Album (Columbia Records - 88985417081)
- 2021 - Benedetta Caretta, album Benedetta (Lina Records, 2021), pubblicato negli Stati Uniti d'America.